# Mandalay (banda)
Mandalay fue un dueto de trip hop de Reino Unido, compuesto por Saul Freeman (antes en el dúo Thieves con David McAlmont) y Nicola Hitchcock. Su primer álbum, titulado Empathy se publicó en 1998.
Después de oír Empathy, Madonna se volvió una gran admiradora y declaró que Mandalay era su banda favorita y escogió el primer sencillo «This Life» para ser interpretado en la pista sonora de su película «The Next Best Thing». Ella también eligió «This Life» para interpretarse en la pista sonora de la película británica «This Year's Love».
Otras canciones de Mandalay se han interpretado en series de televisión tales como «La Femme Nikita», «Six Feet Under» y «CSI Miami». 
El segundo álbum de Mandalay Instinct fue coproducido con Andy Bradfield (Everything But the Girl, Future Sound of London, Bjork) y Yoad Nevo (Jem). 
El primer sencillo de este álbum «Deep Love» fue remezclado por Nitin Sawhney y Mandalay.
Un tercer álbum Solace fue lanzado exclusivamente en Estados Unidos, compuesto de una mezcla de pistas de los dos álbumes existentes de Mandalay (ambos previamente no disponibles en EE. UU.) junto con un álbum remix de once pistas con contribuciones de Wagon Christ, Alex Reece y Charlie May. Este marcó el comienzo de un creciente éxito en Estados Unidos donde «Solace» vendió más de 44.000 copias. 

## Discografía
- Solace (2001)
  - Disc 1
    1. Not Seventeen
    2. Like Her
    3. Beautiful
    4. Deep Love
    5. It's Enough Now
    6. This Life
    7. Flowers Bloom
    8. Enough Love
    9. Don't Invent Me
    10. Insensible
    11. Kissing The Day
    12. Believe
    13. I Don't Want The Night To End

  - Disc 2
    1. Beautiful (12in Canny Mix)
    2. Not Seventeen (Attica Blues Remix)
    3. This Life (Cevin Fisher Dub)
    4. Beautiful (Lenny's Sunset Mix)
    5. Deep Love (Charlie May Remix)
    6. This Life (Wagon Christ Mix)
    7. Flowers Bloom (Alex Reece Remix)
    8. Deep Love (Nitin Sawhney Remix)
    9. Not Seventeen (Futureshock Alt. Mix)
    10. This Life (Boymerang Remix)
    11. Beautiful (Calderone After Hour Mix)

- Instinct (2000)

1. Not Seventeen
2. Don't Invent Me
3. Like Her
4. Deep Love
5. No Reality
6. You Forget
7. Simple Things
8. Too Much Room
9. What If I
10. It's Enough Now
11. Believe
12. Not Seventeen [Only Child Remix]
13. Not Seventeen [Tom Middleton Cosmos Mix]
14. Deep Love [Charlie May Remix]

- Empathy (1998)

1. This Life
2. Flowers Bloom
3. Insensible
4. Another
5. Enough Love
6. All My Sins
7. Opposites
8. This Time Last Year
9. Kissing The Day
10. Beautiful
11. About You
12. Beautiful [Canny Mix]

## Links
- WebSite de Nicola Hitchcock Vocalista, ahora en solitario

- Datos: Q1420494